# Championia
Championia é um género botânico pertencente à família Gesneriaceae.

## Espécies
- Championia multiflora
- Championia reticulata